# Перелісок (Звягельський район)
Пере́лісок — село (до 2010 року — селище) в Україні, у Городницькій селищній громаді Звягельського району Житомирської області. Населення складає 35 осіб.